# 神奈小姐
《神奈小姐》（日语：カンナさーん!）是日本漫畫家深谷薰創作的日本漫畫作品。於集英社漫畫雜誌《YOU》2001年至2007年期間連載。單行本全13卷。
2017年起開始連載續篇《神奈小姐！40後篇》（カンナさーん! アラフォー編）。2017年7月由TBS電視網改編為連續劇。

## 出版書籍
神奈小姐！
| 册数 | 集英社         | 集英社                 |
| 册数 | 发售日期       | ISBN                   |
| ---- | -------------- | ---------------------- |
| 1    | 2001年12月10日 | ISBN 978-4-08-865049-4 |
| 2    | 2002年5月17日  | ISBN 978-4-08-865071-5 |
| 3    | 2002年11月19日 | ISBN 978-4-08-865098-2 |
| 4    | 2003年4月18日  | ISBN 978-4-08-865123-1 |
| 5    | 2003年10月17日 | ISBN 978-4-08-865158-3 |
| 6    | 2004年4月19日  | ISBN 978-4-08-865201-6 |
| 7    | 2004年10月19日 | ISBN 978-4-08-865238-2 |
| 8    | 2005年3月18日  | ISBN 978-4-08-865271-9 |
| 9    | 2005年10月19日 | ISBN 978-4-08-865303-7 |
| 10   | 2006年2月16日  | ISBN 978-4-08-865324-2 |
| 11   | 2006年4月19日  | ISBN 978-4-08-865336-5 |
| 12   | 2007年4月19日  | ISBN 978-4-08-865392-1 |
| 13   | 2007年8月17日  | ISBN 978-4-08-865417-1 |

神奈小姐！40後篇
| 册数 | 集英社        | 集英社                 |
| 册数 | 发售日期      | ISBN                   |
| ---- | ------------- | ---------------------- |
| 1    | 2017年7月25日 | ISBN 978-4-08-865676-2 |
| 2    | 2017年7月25日 | ISBN 978-4-08-865677-9 |
| 3    | 2017年8月25日 | ISBN 978-4-08-865678-6 |

## 電視劇
2017年7月18日至9月19日於TBS電視網的週二連續劇時段播出。由渡邊直美主演。臺灣由WakuWaku Japan於2017年7月23日至9月24日期間首播，香港由日劇台於2017年9月21日至11月23日期間首播。

### 劇情概要
鈴木神奈是個樂觀開朗的家庭主婦，每天家事工作兩頭忙，與帥氣老公與可愛兒子三人在一起生活。之後她發現丈夫有外遇，兩人離婚後，神奈改回舊姓，獨自擔下照顧兒子的重任。在家庭方面，難搞的婆婆偏心愛管事，在工作方面，上司總是將一大堆工作全丟給她做…雖然世事未盡人意，她仍舊不改開朗樂觀的態度，化解所有危機…

### 登場人物

#### 主要人物
- 鈴木神奈→河東神奈：渡邊直美（香港配音：陸惠玲）

本劇主角。因丈夫禮外遇的關係，兩人正式離婚。離婚後姓氏改回舊姓河東。
- 鈴木禮：要潤[4]（香港配音：蘇強文）

神奈的前夫。
- 鈴木麗音→河東麗音：川原瑛都（香港配音：凌晞）

神奈與禮的兒子。暱稱是「禮音」。

#### 鈴木家
- 鈴木柳子：齊藤由貴[5]（香港配音：朱妙蘭）

禮的母親。
- 鈴木徹三：遠山俊也（香港配音：陳永信）

禮的父親。

#### 神奈的公司
- 片岡美香：山口紗彌加（香港配音：謝潔貞）

神奈的上司。
- 境川翔子：特林德爾·玲奈（香港配音：詹健兒）

神奈的同事。
- 難波Nick（ニック難波）：加藤雅也（第3集－第6集、完結篇）（香港配音：陳欣）

時尚界名人。雜誌總編輯。
- 桝田：信太昌之（第7集－完結篇）（香港配音：李錦綸）

人事部長。

#### 禮的公司
- 片桐裕太：大河原次郎（搞笑團體「錫索訥」）（香港配音：陳成港）

禮的同事。
- 草壁真理：宍戶佑名（第1集－第3集）（香港配音：劉惠雲）

禮的外遇對象暨交往對象。室內設計師。

#### 幼兒園
- 森川良枝：朝加真由美（香港配音：雷碧娜）

麗音就讀的幼兒園園長。
- 青田狀介：工藤阿須加（香港配音：黃積權）

麗音就讀的幼兒園老師。暱稱是「小青老師」。
- 輪島：佐藤隆太（第1集）（香港配音：陳卓智）

麗音幼兒園同學的爸爸。
- 緒川俊子：泉里香（第6集－完結篇）（香港配音：曾佩儀）

柳子介紹的幼兒園音感教育講師。禮的兒時玩伴。

#### 其他人物
- 咖啡店店員：佐野勇斗（M!LK）（第1集、完結篇）
- Instagram追蹤者：朝倉繪梨香（第2集）（香港配音：魏惠娥）
- 下山惠（下山めぐ）：平山綾（第9集）（香港配音：梁少霞）

### 播出日程
收視率最高值以紅色表示，收視率最低值以藍色表示。
| 各集                                                    | 播出日期 | 標題                                                                                    | 導演     | 收視率 |
| ------------------------------------------------------- | -------- | --------------------------------------------------------------------------------------- | -------- | ------ |
| 第1集                                                   | 7月18日  | 用笑容來克服危機！為了守護我最愛的兒子…充滿活力的媽媽奮鬥史                             | 平野俊一 | 12.0%  |
| 第2集                                                   | 7月25日  | 充滿活力的媽媽面臨的最大危機！與前夫的交往對象的正面對決                                | 平野俊一 | 12.6%  |
| 第3集                                                   | 8月1日   | 與前夫的交往對象在夏季的海邊進行決鬥！兒子有危險？克服最大危機！                        | 國本雅廣 | 10.1%  |
| 第4集                                                   | 8月8日   | 命中注定的男子與前夫兩人同時告白…桃花期來臨！與難搞婆婆同居是天堂還是地獄？             | 國本雅廣 | 9.3%   |
| 第5集                                                   | 8月15日  | 戀情直轉直下！年長紳士的猛烈追求VS沒用前夫下定決心所想出的秘密計策…活力媽媽陷入混亂之中 | 平野俊一 | 10.2%  |
| 第6集                                                   | 8月22日  | 年幼兒子的眼淚…為了探知兒子小小心中所隱藏的秘密，前夫行動了！活力媽媽親子間的羈絆       | 渡瀨曉彥 | 9.7%   |
| 第7集                                                   | 8月29日  | 最愛的兒子會被搶走嗎？婆婆會面大作戰！與期望成為母親的完美美女的對決                    | 國本雅廣 | 9.2%   |
| 第8集                                                   | 9月5日   | 活力媽媽的最後危機！得與最愛的兒子告別…笑中帶淚的最後的會面                             | 平野俊一 | 7.9%   |
| 第9集                                                   | 9月12日  | 前夫的最後求婚…已沒有退路的媽媽追求幸福的時刻！也許…只要借錢就能擺脫貧困？              | 平野俊一 | 10.1%  |
| 完結篇                                                  | 9月19日  | 終於復合了？感動大哭的求婚…但那個緊急回國的年長帥哥卻引發大亂！讓人驚訝的完結篇         | 平野俊一 | 10.1%  |
| 平均收視率10.1%（收視率由Video Research於關東地區統計） |          |                                                                                         |          |        |

### 製作團隊
- 原作：深谷馨「神奈小姐！」（集英社「YOU」連載）
- 劇本：兒島雄一（日语：マギー (俳優)）
- 配樂：得田真裕
- 主題歌：AI「閃閃亮亮 feat.神奈」（EMI Records Japan）
- 導演：平野俊一、國本雅廣、渡瀨曉彥
- 編審：高橋正尚
- 製作人：千葉行利、有賀聰
- 製作：K Factory、TBS

| 日本 TBS電視台 週二連續劇                 | 日本 TBS電視台 週二連續劇            | 日本 TBS電視台 週二連續劇 |
| ----------------------------------------- | ------------------------------------ | ------------------------- |
|                                           | 神奈小姐 （2017.7.18 - 2017.9.19）   |                           |
| 其實並不在乎你 （2017.04.18－2017.06.20） | 監獄公主 （2017.10.17 - 2017.12.19） |                           |

## 外部連結
- 神奈小姐！ （页面存档备份，存于）－TBS官方網站
- 神奈小姐！的X（前Twitter） －TBS
- 神奈小姐！的Instagram帳戶－TBS
- 最強的媽媽栞納！ （页面存档备份，存于）－KKTV播放頁面
- 最強的媽媽康娜！ （页面存档备份，存于）－WakuWaku Japan官方網站
- 職業婦向前衝 （页面存档备份，存于）－緯來日本台官方網站
- 豆瓣电影上《神奈小姐》的資料 （简体中文）